# Hans Dürer

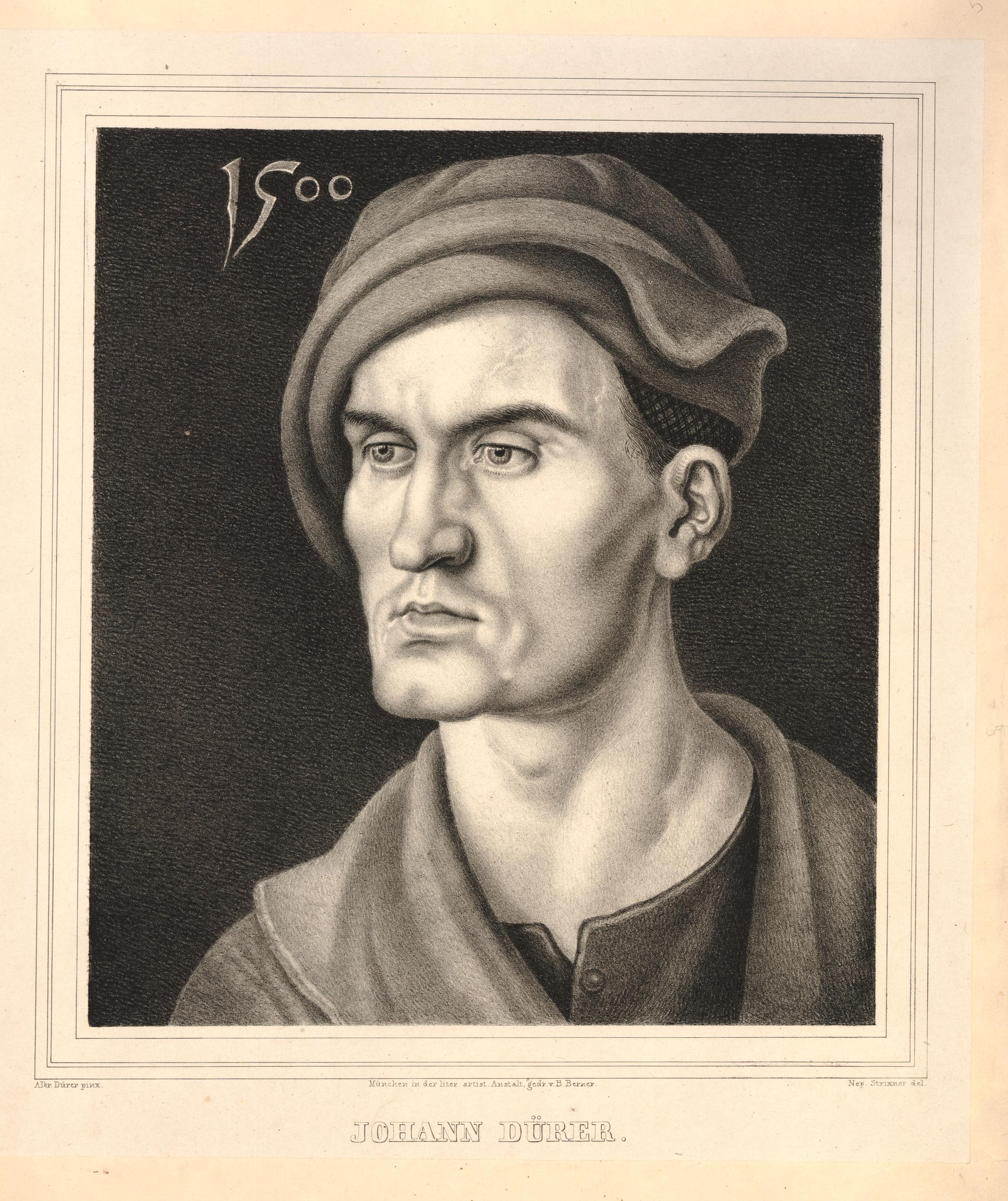
Albrecht Dürer: Bildnis eines jungen Mannes (1490, München). Es stellt wohl nicht Hans Dürer dar.

Hans Dürer (* 21. Februar 1490 in Nürnberg; † 1534 in Krakau) war ein deutscher Maler und Zeichner.
Namensvarianten: Hans Derer, Hans Direr, Hans Dyrher, Johannes Derer, Johannes Direr, Johannes Dürer, Johannes Dyrer, Hanusz Derer, Hanusz Dürer, Hanusz Dyrer, Hanusz Dyrher

## Leben
Hans Dürer war ein Sohn des Goldschmieds Albrecht Dürer d. Ä. und seiner Frau Barbara sowie der jüngere Bruder des Malers Albrecht Dürer d. J. und des Goldschmieds Endres Dürer.
Nach dem Tod des Vaters im November 1502 wurde er von seinem Bruder Albrecht aufgenommen und begann in dessen Werkstatt eine Lehre als Maler. Hier kam er spätestens 1503 in Kontakt mit den dort ebenfalls als Gesellen tätigen Malern Hans Baldung und Hans Schäufelein, die seine künstlerische Entwicklung vermutlich maßgeblich beeinflussten. 1505 plante Albrecht Dürer, seinen Bruder Hans nach Italien mitzunehmen, doch die Mutter Barbara stellte sich gegen den Plan, sodass dieses Vorhaben aufgegeben werden musste. Ein Grund für diese Weigerung war wahrscheinlich die von allen Familienmitgliedern geteilte Sorge, dass Hans’ Charakter sehr labil sei und man sich große Sorgen um seine Zukunft machte. Dies mag auch einer der Gründe sein, weshalb man sich gegen Albrechts Empfehlung, Hans in die Lehre von Michael Wolgemut oder eines anderen Nürnberger Malers zu geben, entschieden hat. Albrecht hoffte wohl, mit seinem Vorschlag den jüngeren Bruder auf andere Gedanken zu bringen, wenn man ihm sinnvolle Arbeiten zuwies. Somit ist es durchaus denkbar und wahrscheinlich, dass Hans während Albrechts zweiter Italienreise, in untergeordneter Stellung an den 1505 begonnenen Arbeiten des sogenannten Ober Sankt Veit Altars für den Kurfürsten von Sachsen, Friedrich den Weisen, beteiligt war, der sich heute im Dom- und Diözesanmuseum in Wien befindet (Inv.-Nr.: W. 319 – 323) und, nach Albrechts Entwürfen, wohl weitgehend von Hans Schäufelein ausgeführt wurde. Diese Mitarbeit lässt sich allerdings nicht belegen.
Eine direkte Mitarbeit Hans Dürers an einem Auftragswerk ist erstmals für den sogenannten Heller-Altar belegt, dessen Reste sich heute im Historischen Museum in Frankfurt am Main (Inv.-Nr.: B 266 – B 269) befinden. Hans war hier an der Ausmalung der Flügel beteiligt und erhielt dafür vom Auftraggeber Jakob Heller ein Trinkgeld in Höhe von zwei Gulden.
Unter den Augen seines Bruders reifte Hans zum Meister heran. Für das Jahr 1510 ist eine Schlägerei Hans Dürers dokumentiert, bei der er durch einen Stich wahrscheinlich nur leicht verletzt wurde, sodass er noch im gleichen Jahr mit seiner Gesellenwanderung beginnen konnte. Wohin ihn diese führte, ist nicht bekannt. Wahrscheinlich ist Italien, wo für das Jahr 1511 der Aufenthalt eines Bruders von Albrecht Dürer in Mailand belegt ist. Unbekannt ist jedoch, ob es sich dabei tatsächlich um Hans oder um den etwas älteren Endres handelte. Danach verliert sich für mehr als ein Jahrzehnt jede weitere Spur von Hans Dürer. Es ist wahrscheinlich, dass er sich arbeitsmäßig nach Osten orientierte. Es gibt Vermutungen, dass er sich möglicherweise für längere Zeit in Sachsen und in Schlesien aufhielt, bevor er sich in der zweiten Hälfte der 1520er Jahre in Krakau niederließ, wo er aus unbekannten Gründen die Aufmerksamkeit von König Sigismund I. erregte, der ihn 1527 zum Hofmaler berief und ihm ein wöchentliches Grundgehalt von einem Gulden auszahlen ließ. Anfallende Arbeiten wurden dabei extra vergütet.
Das Fehlen von ihm eindeutig zuzuschreibenden Werken macht es der Forschung allerdings derzeit unmöglich, zu entscheiden, ob für diese Anstellung sein künstlerisches Talent oder sein Name Dürer und die Verbindungen nach Nürnberg ausschlaggebend waren. Ein Beleg dafür, dass lediglich sein Name entscheidend war, könnte der 1531 angefertigte Aufriss für den Silberaltar der Sigismundkapelle auf dem Wawel sein, der zusammen von Melchior Baier, Peter Flötner, Pankraz Labenwolf, Georg Pencz und Hans Vischer ausgeführt wurde. Von den für das Kunstwerk bezahlten 5.800 Gulden entfielen lediglich 12 Gulden auf Hans Dürer. Eine ehemals angenommene Mitarbeit an den Flügelmalereien sind mittlerweile als Arbeiten von Georg Pencz erkannt worden. Der auf Leinwand ausgeführte Aufriss ist verschollen. Der Namensthese widerspricht allerdings die Tatsache, dass Hans Dürer in den Jahren zwischen 1529 und 1534, vom genannten Aufriss abgesehen, der am besten bezahlte Künstler auf dem Wawel war. Bei den ausgeführten Arbeiten handelte es sich allerdings, soweit aus den erhaltenen Dokumenten noch ersichtlich, eher um dekorative Wandmalereien, Vergoldungen und das Fassen von Schnitzarbeiten. Vieles davon ist heute verloren oder nur noch fragmentarisch erhalten und lässt kaum Rückschlüsse über die wirkliche Begabung Hans Dürers zu. Erschwert wird die Analyse dadurch, dass nicht alle der erhaltenen Fragmente von ihm sein können. Selbst das ihm lange Zeit als Hauptwerk zugeschriebene Cebes-Fries im Gesandtensaal, ist von einem anderen Künstler und kann nicht vor 1535 entstanden sein. Dokumentarisch belegt ist allerdings eine Mitarbeit am Fries im Turniersaal; doch da dieser von mehreren Künstlern und wohl auch zu verschiedenen Zeiten ausgeführt wurde, lassen sich Hans’ Anteile an der Arbeit nicht mehr ermitteln.
Im Jahr 1530 machte Hans eine größere Erbschaft, die ihm aus seinem Anteil von Albrecht Dürers Hinterlassenschaft zufiel und nach Krakau gesandt wurde. Dabei handelte es sich nicht nur um Geld, sondern auch persönliche Besitztümer des 1528 verstorbenen Malers, von denen sich heute nichts mehr nachweisen lässt. Spätestens im Jahr 1534 war Hans völlig mittellos und hoch verschuldet. Er erkrankte und war völlig arbeitsunfähig. In den Rechnungsbüchern desselben Jahres ist auch sein Tod, ohne eine genaue Nennung des Datums, vermerkt. Das in der älteren Literatur oft genannte Jahr 1538 als Todesjahr Hans Dürers ist vermutlich eine Verwechslung und beruht auf dem Tatbestand, dass in diesem Jahr sein Bruder Endres in Krakau weilte, um dort den komplizierten Nachlass seines verstorbenen Bruders zu regeln.

## Der Künstler
Die Kunst Hans Dürers ist heute nur noch schwer fassbar und beruht zum großen Teil auf vagen Zuschreibungen. Da nicht einmal das Monogramm bekannt ist, mit denen er seine Werke zu signieren pflegte, wurde in der Vergangenheit nahezu jedes mit den Initialen HD versehene Werk des 16. Jahrhunderts mit ihm in Verbindung gebracht. Mit einiger Sicherheit glaubt man ihm einen HD signierten Heiligen Hieronymus im Muzeum Narodowe in Krakau zuweisen zu können, was aufgrund des Standortes durchaus naheliegend ist. Ein weiterer signierter und 1532 datierter Hieronymus dürfte aus stilistischer Sicht vom gleichen Maler angefertigt worden sein und befindet sich heute in der Galleria Ca’ d’Oro in Venedig. Beiden Werken wird von der Forschung allerdings nur eine mäßige Qualität zuerkannt, die weit entfernt von der Kunst eines Albrecht Dürers liegt und Einflüsse von verschiedenen Malern zeigt. Zu diesen beiden Werken kann möglicherweise noch ein signiertes und 1530 datiertes Bildnis König Sigismund I. im Profil gerechnet werden, das sich im Muzeum Narodowe in Warschau befindet. Da dieses aber stark übermalt ist, lässt sich dazu kein endgültiges Urteil fällen.
Auffallend ist, dass viele der Hans Dürer zugeschriebenen Gemälde Personen in sehr farbenfroher Kleidung zeigen. Ob dies allerdings tatsächlich ein Markenzeichen seiner Kunst ist, muss aufgrund fehlenden Vergleichsmaterials hochspekulativ bleiben.
Ähnlich sieht es bei den Zuschreibungen von Zeichnungen aus. Die ihm ehemals teilweise zugewiesenen hochqualitativen Randzeichnungen zum Gebetbuch Kaiser Maximilians I. gelten mittlerweile als Arbeiten von Albrecht Altdorfer. Lediglich eine im Louvre in Paris aufbewahrte und Hans Durer vnd signierte aquarellierte Federzeichnung mit der Darstellung des Jüngsten Gerichts ist möglicherweise eine eigenhändige Arbeit.
In der Vergangenheit wurden Hans Dürer auch eine Reihe von Holzschnitten und Stichen zugeschrieben. Eine früher angenommene Mitarbeit an der 1515 datierten Ehrenpforte Kaiser Maximilians I. gilt als widerlegt. Weitere in den Grafischen Sammlungen in Erlangen und im Britischen Museum in London aufbewahrte Stiche wurden ihm aufgrund ihres Monograms zugeschrieben, zeigen aber keine Verwandtschaft zu seinem Kunstkreis und gelten, nach heutiger Erkenntnis, nicht mehr als von ihm geschaffene Werke. Vermehrt geht die Kunstwissenschaft davon aus, dass sich Hans vermutlich niemals als Graveur oder Holzschneider betätigt hat.

## Werke

### Eventuell authentische Werke
- Krakau, Muzeum Narodowe

Der heilige Hieronymus. 1526

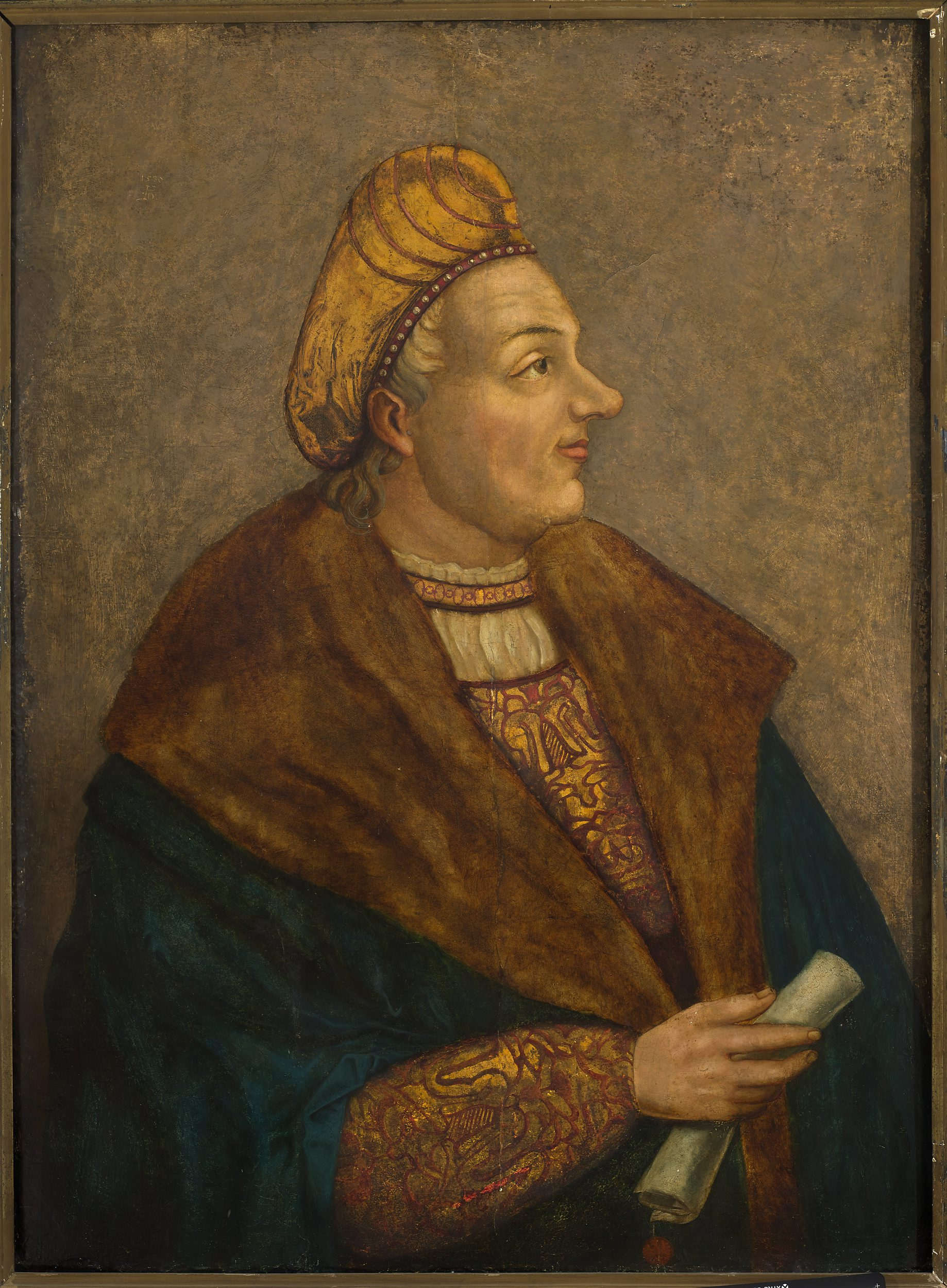
Bildnis König Sigismunds des Alten von Polen im Profil. 1530

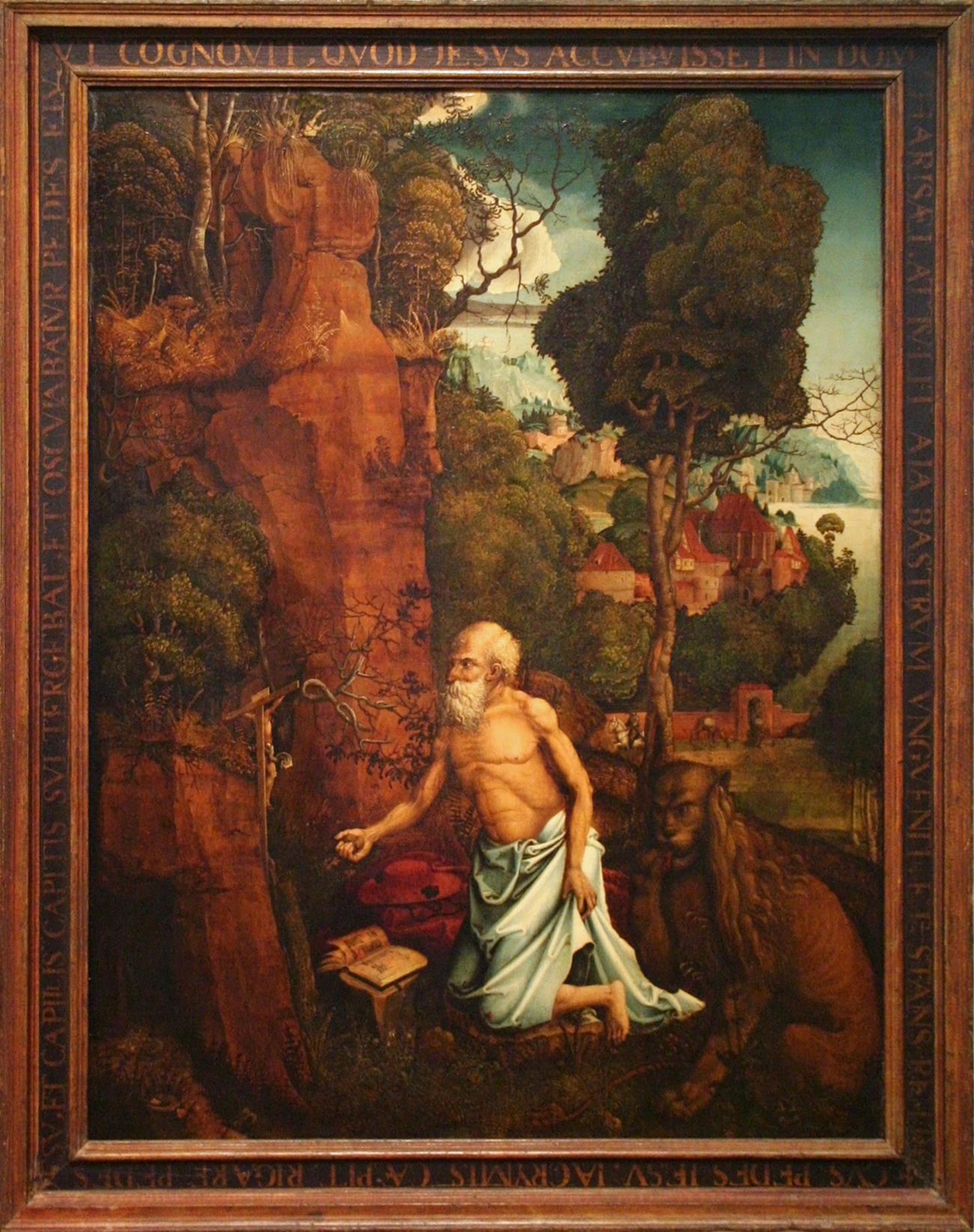
Der Heilige Hieronimus. Zwischen 1525 und 1530.

- Paris, Musée National du Louvre (Cabinett des Dessins)

Das Jüngste Gericht. (Zeichnung)
- Venedig, Ca' d'Oro

Der heilige Hieronymus. 1530
- Warschau, Muzeum Narodowe

Bildnis König Sigismund im Profil. 1530 (zugeschrieben)
- Krakau, Wawel

Der Gesandtensaal im Schloss zu Krakau, 1532, „Wandfries mit einer humanistischen Darstellung des menschlichen Lebens“

### Weitere Zuschreibungen
Die folgende Auflistung enthält eine Reihe von Werken, die in der Literatur vielfach Hans Dürer zugeschrieben werden. Keines der genannten Werke kann zweifelsfrei mit seinem Schaffen in Verbindung gebracht werden, sodass diese Zuweisungen als hochspekulativ gelten müssen.
- Enschede, Rijksmuseum Twenthe

Flügelaltar mit der Heiligen Sippe. 1515
- Neisse (Nysa), Jakobskirche

Muttergottes mit den vierzehn Nothelfern. 1524
- Prag, Narodni Galerie

Der heilige Hieronymus in der Landschaft.
- Rom, Galleria Spada

Bildnis eines jungen Mannes. 1511 (möglicherweise eine Arbeit von Hans Döring)
- Warschau, Muzeum Narodowe

Christus das Kreuz tragend. 1522
- Warwick, Compton Verney Art Gallery

Die heilige Katharina.
Die heilige Barbara.
- Verbleib unbekannt

Die heilige Sippe. 1518 (zuletzt Pommersfelden, Schloss Weissenstein)
Die Verkündigung. (am 9. Dezember 1992 in München versteigert)
Christus an der Geißelsäule mit Maria und Johannes. (zugeschrieben – am 15. Mai 1993 bei Lempertz in Köln versteigert)
Der heilige Christophorus. (am 25. Mai 1999 bei Christie’s in New York versteigert)